# 狗哨
狗哨是一种特殊的哨子，大部分人類無法聽見狗哨发出的声音，但狗和貓能聽見狗哨發出的聲音。它是由法蘭西斯·高爾頓于1876年发明的，當時他發明狗哨是為了测试哪些频率范围的聲音可以被動物聽見。
儿童能聽見的聲音頻率最高為20千赫兹，中年人只能聽到最高為15–17千赫兹的聲音。狗可以聽見大约为45千赫兹的聲音，而猫更是能聽見64千赫兹的聲音。 大多数狗哨發出的聲音频率在23至54千赫兹之間，這段頻率的聲音人類無法聽見。
狗哨的优点在於不会像普通哨子那样產生刺耳的声音，因此狗哨可以用于训练或指挥动物且避免影響到周圍的人。